# Cesare Boccoleri
Cesare Boccoleri (Rapallo, 21 marzo 1875 – Modena, 31 ottobre 1956) è stato un arcivescovo cattolico italiano.

## Biografia
Nato in una famiglia agiata, iniziò gli studi nel seminario diocesano di Genova e nel 1893 fu ammesso nel collegio Capranica di Roma, dove fu ordinato prete nel 1897. Nel periodo della sua formazione ebbe modo di stringere amicizia con Giacomo Dalla Chiesa, che lo assistette all'altare nel giorno dell'ordinazione, e con Eugenio Pacelli, suo condiscepolo al collegio Capranica.
Nel 1895 il vescovo Fortunato Vinelli lo chiamò a Chiavari come cancelliere della curia e docente in seminario. Fu nominato arciprete di Rapallo nel 1907 e vi promosse numerose opere caritative: fondò le Figlie di Nostra Signora di Montallegro e nel 1920 inaugurò la basilica dei Santi Gervasio e Protasio.
Fu nominato protonotario apostolico nel 1920 e nel 1921 fu eletto vescovo di Terni e Narni; nel 1940 fu trasferito alla sede metropolitana di Modena.
Pubblicò Riarmo spirituale (Milano, 1939), un'opera di spiritualità sulla mediazione di Cristo Re e dei due stendardi.

## Genealogia episcopale e successione apostolica
La genealogia episcopale è:
- Cardinale Scipione Rebiba
- Cardinale Giulio Antonio Santori
- Cardinale Girolamo Bernerio, O.P.
- Arcivescovo Galeazzo Sanvitale
- Cardinale Ludovico Ludovisi
- Cardinale Luigi Caetani
- Cardinale Ulderico Carpegna
- Cardinale Paluzzo Paluzzi Altieri degli Albertoni
- Papa Benedetto XIII
- Papa Benedetto XIV
- Cardinale Enrico Enriquez
- Arcivescovo Manuel Quintano Bonifaz
- Cardinale Buenaventura Córdoba Espinosa de la Cerda
- Cardinale Giuseppe Maria Doria Pamphilj
- Papa Pio VIII
- Papa Pio IX
- Cardinale Alessandro Franchi
- Cardinale Giovanni Simeoni
- Cardinale Antonio Agliardi
- Cardinale Basilio Pompilj
- Arcivescovo Amedeo Casabona
- Arcivescovo Cesare Boccoleri

La successione apostolica è:
- Vescovo Paolo Galeazzi (1932)
- Vescovo Vincenzo Lojali (1938)
- Vescovo Francesco Giberti (1943)
- Vescovo Marino Bergonzini (1953)